# Liste der Bischöfe von Ozieri
Die folgenden Personen waren Bischöfe von Bisarchio bzw. des Bistums Ozieri (Italien):
- Costantino Madrone (erwähnt 1102)
- Pietro (erwähnt 1116)
- Mariano Thelle (erwähnt 1139–1152)
- Giovanni Thelle (erwähnt 1170)
- Giovanni (erwähnt 1237)
- Gennario (erwähnt 1262)
- Gentile (erwähnt 1287)
- Bernardo Carbui (erwähnt 1303)
- Conte (erwähnt 1330)
- Marocco Capra (erwähnt 1342)
- Gianuario oder Gennario (erwähnt 1348)
- Giovanni OFM (?–1357)
- Francesco OFM (1357–? )
- Raimondo (erwähnt 1383)
- Jacopo OFM (1396–? )
- Simone Cristofori OP (erwähnt 1412)
- Antonio Stamingo OFM (? – 1413) (auch Bischof von Bosa)
- Antonio Pinna (1421–1436)
- Antonio Cano (1436–1448) (auch Erzbischof von Sassari)
- Sissino (1448–1466)
- Lodovico de Santa Croce OFM (1466–?)
- Michele Lopez de la Sorra OFM (1483–1486) (auch Bischof der Kanarischen Inseln)
- Garcia Quixada OFM (1486–1490) (auch Bischof von Guadix)
- Calcerando OFM ( –1503)
- Bistum ist mit dem Bistum Alghero von 1503 bis 1803 vereint
- Giovanni Antioco Azzei (1804–1819) (auch Erzbischof von Oristano)
- Domenico Pes SchP (1819–1831)
- Serafino Carchero OFMCap (1834–1847)
- Sedisvakanz 1847–1871
- Serafino Corrias (1871–1896)
- Filippo Bacciu (1896–1914)
- Carmine Cesarano, CSsR (1915–1918) (auch Erzbischof von Conza-Campagna)
- Francesco Maria Franco (1919–1933) (auch Bischof von Crema)
- Igino Serci (1934–1938)
- Francesco Cogoni (1939–1975)
- Giovanni Pisanu (1978–1997)
- Sebastiano Sanguinetti (1997–2006) (auch Bischof von Tempio-Ampurias)
- Sergio Pintor (2006–2012)
- Corrado Melis (seit 2015)